# تاوني كيتان
تاوني كيتان (5 أغسطس 1961 - 7 مايو 2021) هي كانت ممثلة أمريكية.ظهرت في الفيلم الكوميدي حفل توديع العزوبية.

## روابط خارجية
تاوني كيتان على موقع IMDb (الإنجليزية)
- تاوني كيتان على موقع ألو سيني (الفرنسية)
- تاوني كيتان على موقع ميوزك برينز (الإنجليزية)
- تاوني كيتان على موقع أول موفي (الإنجليزية)
- تاوني كيتان على موقع قاعدة بيانات الأفلام السويدية (السويدية)
- تاوني كيتان على موقع إن إن دي بي (الإنجليزية)
- تاوني كيتان على موقع قاعدة بيانات الفيلم (الإنجليزية)
- تاوني كيتان على موقع كينوبويسك (الروسية)